# Lista di asteroidi (730001-731000)
Di seguito una lista di asteroidi dal numero 730001  al 731000 con data di scoperta e scopritore.

## 730001–730100
| Nome   | Designazione provvisoria | Data di scoperta  | Scopritore                   |
| ------ | ------------------------ | ----------------- | ---------------------------- |
| 730001 | 2011 UW129               | 27 settembre 2011 | Mount Lemmon Survey          |
| 730002 | 2011 UR130               | 21 dicembre 2003  | Spacewatch                   |
| 730003 | 2011 UA132               | 21 luglio 2006    | Mount Lemmon Survey          |
| 730004 | 2011 UB132               | 28 settembre 2011 | CSS                          |
| 730005 | 2011 UO132               | 19 agosto 2006    | Spacewatch                   |
| 730006 | 2011 US132               | 2 febbraio 2008   | Spacewatch                   |
| 730007 | 2011 UU133               | 14 maggio 2009    | Mount Lemmon Survey          |
| 730008 | 2011 UX133               | 28 gennaio 2004   | SDSS Collaboration           |
| 730009 | 2011 UT135               | 28 settembre 2011 | Mount Lemmon Survey          |
| 730010 | 2011 UV138               | 22 ottobre 2011   | Spacewatch                   |
| 730011 | 2011 UA140               | 23 ottobre 2011   | Spacewatch                   |
| 730012 | 2011 UC140               | 23 ottobre 2011   | Spacewatch                   |
| 730013 | 2011 UR142               | 5 dicembre 2007   | Mount Lemmon Survey          |
| 730014 | 2011 UK143               | 9 maggio 2004     | Spacewatch                   |
| 730015 | 2011 UQ145               | 14 aprile 2004    | NEAT                         |
| 730016 | 2011 UY147               | 27 settembre 2011 | S. Matičič                   |
| 730017 | 2011 UV149               | 31 gennaio 2004   | SDSS Collaboration           |
| 730018 | 2011 UQ151               | 7 ottobre 2002    | AMOS                         |
| 730019 | 2011 UY155               | 28 febbraio 2008  | Mount Lemmon Survey          |
| 730020 | 2011 UM158               | 10 ottobre 2002   | NEAT                         |
| 730021 | 2011 UO159               | 18 ottobre 2011   | Mount Lemmon Survey          |
| 730022 | 2011 UL166               | 26 ottobre 2011   | Pan-STARRS                   |
| 730023 | 2011 UN167               | 19 settembre 1998 | SDSS Collaboration           |
| 730024 | 2011 UX168               | 10 ottobre 2002   | SDSS Collaboration           |
| 730025 | 2011 UY169               | 20 ottobre 2007   | Spacewatch                   |
| 730026 | 2011 UE170               | 3 dicembre 2002   | NEAT                         |
| 730027 | 2011 UF178               | 11 agosto 2007    | LONEOS                       |
| 730028 | 2011 UU182               | 22 aprile 2010    | WISE                         |
| 730029 | 2011 UC187               | 25 ottobre 2011   | Pan-STARRS                   |
| 730030 | 2011 UJ189               | 29 agosto 2005    | NEAT                         |
| 730031 | 2011 UM200               | 25 ottobre 2011   | Spacewatch                   |
| 730032 | 2011 UO205               | 13 settembre 2007 | Mount Lemmon Survey          |
| 730033 | 2011 UR213               | 17 aprile 2005    | Spacewatch                   |
| 730034 | 2011 UX214               | 24 ottobre 2011   | Mount Lemmon Survey          |
| 730035 | 2011 UU218               | 19 ottobre 2011   | Mount Lemmon Survey          |
| 730036 | 2011 UM222               | 7 marzo 2009      | Mount Lemmon Survey          |
| 730037 | 2011 UU222               | 24 ottobre 2011   | Mount Lemmon Survey          |
| 730038 | 2011 UJ226               | 20 marzo 2004     | Spacewatch                   |
| 730039 | 2011 UW226               | 21 settembre 2011 | Spacewatch                   |
| 730040 | 2011 UP235               | 24 ottobre 2011   | Pan-STARRS                   |
| 730041 | 2011 UX236               | 1 marzo 2009      | Spacewatch                   |
| 730042 | 2011 UK239               | 22 ottobre 2011   | Spacewatch                   |
| 730043 | 2011 UT241               | 25 ottobre 2011   | Pan-STARRS                   |
| 730044 | 2011 UA243               | 5 ottobre 2002    | SDSS Collaboration           |
| 730045 | 2011 UO244               | 6 agosto 2002     | NEAT                         |
| 730046 | 2011 UU245               | 26 ottobre 2011   | Spacewatch                   |
| 730047 | 2011 UX256               | 27 agosto 2005    | NEAT                         |
| 730048 | 2011 UH257               | 29 agosto 2006    | Spacewatch                   |
| 730049 | 2011 UY257               | 23 ottobre 2011   | Spacewatch                   |
| 730050 | 2011 UY259               | 10 aprile 2005    | Kitt Peak Obs.               |
| 730051 | 2011 UF262               | 19 dicembre 2007  | Mount Lemmon Survey          |
| 730052 | 2011 UY264               | 19 settembre 2006 | G. Hug                       |
| 730053 | 2011 UV269               | 31 ottobre 2002   | Spacewatch                   |
| 730054 | 2011 UG271               | 4 ottobre 1999    | Spacewatch                   |
| 730055 | 2011 UR279               | 4 agosto 2004     | NEAT                         |
| 730056 | 2011 UD286               | 28 ottobre 2011   | T. V. Kryachko, B. Satovskij |
| 730057 | 2011 UC290               | 12 aprile 2010    | WISE                         |
| 730058 | 2011 UL295               | 20 dicembre 2001  | SDSS Collaboration           |
| 730059 | 2011 UE296               | 21 ottobre 2011   | Spacewatch                   |
| 730060 | 2011 UL296               | 26 febbraio 2009  | Spacewatch                   |
| 730061 | 2011 UB297               | 27 settembre 2006 | Mount Lemmon Survey          |
| 730062 | 2011 UP298               | 21 ottobre 2011   | Spacewatch                   |
| 730063 | 2011 UK302               | 31 ottobre 2011   | L. Elenin                    |
| 730064 | 2011 UV303               | 31 ottobre 2011   | L. Elenin                    |
| 730065 | 2011 UR304               | 30 settembre 2011 | Spacewatch                   |
| 730066 | 2011 UZ306               | 27 ottobre 2011   | CSS                          |
| 730067 | 2011 UF313               | 12 novembre 2007  | Mount Lemmon Survey          |
| 730068 | 2011 UP318               | 30 ottobre 2011   | Mount Lemmon Survey          |
| 730069 | 2011 UU318               | 25 settembre 2006 | Spacewatch                   |
| 730070 | 2011 UM321               | 8 maggio 2005     | Spacewatch                   |
| 730071 | 2011 UO321               | 10 marzo 2008     | Spacewatch                   |
| 730072 | 2011 UF322               | 17 aprile 2010    | Mount Lemmon Survey          |
| 730073 | 2011 UU327               | 27 marzo 2008     | Mount Lemmon Survey          |
| 730074 | 2011 UF328               | 18 gennaio 2004   | Spacewatch                   |
| 730075 | 2011 UO330               | 23 ottobre 2011   | Pan-STARRS                   |
| 730076 | 2011 UJ332               | 26 ottobre 2011   | L. Elenin                    |
| 730077 | 2011 UE333               | 28 ottobre 2011   | Mount Lemmon Survey          |
| 730078 | 2011 UG337               | 4 maggio 2007     | Haleakala-Faulkes            |
| 730079 | 2011 UZ348               | 26 agosto 2005    | NEAT                         |
| 730080 | 2011 UP349               | 19 ottobre 2011   | Mount Lemmon Survey          |
| 730081 | 2011 UT356               | 4 settembre 2002  | LONEOS                       |
| 730082 | 2011 UX356               | 5 ottobre 2002    | SDSS Collaboration           |
| 730083 | 2011 UZ358               | 24 aprile 2010    | WISE                         |
| 730084 | 2011 UG360               | 30 settembre 2011 | Spacewatch                   |
| 730085 | 2011 UM360               | 21 ottobre 2011   | Spacewatch                   |
| 730086 | 2011 UF366               | 22 ottobre 2011   | Mount Lemmon Survey          |
| 730087 | 2011 UR368               | 18 ottobre 2001   | NEAT                         |
| 730088 | 2011 UV369               | 3 settembre 2000  | SDSS Collaboration           |
| 730089 | 2011 UY369               | 17 novembre 1998  | Spacewatch                   |
| 730090 | 2011 UH375               | 23 ottobre 2011   | Mount Lemmon Survey          |
| 730091 | 2011 UL377               | 19 dicembre 2007  | Spacewatch                   |
| 730092 | 2011 UK385               | 19 ottobre 2011   | Mount Lemmon Survey          |
| 730093 | 2011 UD388               | 25 ottobre 2011   | Pan-STARRS                   |
| 730094 | 2011 UU388               | 17 novembre 2006  | Mount Lemmon Survey          |
| 730095 | 2011 UQ391               | 20 novembre 2006  | Spacewatch                   |
| 730096 | 2011 UO395               | 1 settembre 2002  | NEAT                         |
| 730097 | 2011 UO400               | 24 ottobre 2011   | Pan-STARRS                   |
| 730098 | 2011 UJ406               | 28 ottobre 2006   | CSS                          |
| 730099 | 2011 UG408               | 21 ottobre 2011   | PTF                          |
| 730100 | 2011 UK415               | 26 ottobre 2011   | Pan-STARRS                   |

## 730101–730200
| Nome   | Designazione provvisoria | Data di scoperta  | Scopritore                    |
| ------ | ------------------------ | ----------------- | ----------------------------- |
| 730101 | 2011 UQ418               | 8 novembre 2007   | Spacewatch                    |
| 730102 | 2011 UJ419               | 25 ottobre 2011   | Pan-STARRS                    |
| 730103 | 2011 UX421               | 15 maggio 2015    | Pan-STARRS                    |
| 730104 | 2011 UN422               | 3 ottobre 2014    | Mount Lemmon Survey           |
| 730105 | 2011 UP423               | 23 settembre 2011 | Pan-STARRS                    |
| 730106 | 2011 UE424               | 25 maggio 2014    | Pan-STARRS                    |
| 730107 | 2011 UU424               | 30 agosto 2016    | Pan-STARRS                    |
| 730108 | 2011 UZ425               | 25 marzo 2014     | Spacewatch                    |
| 730109 | 2011 UN427               | 26 febbraio 2014  | Pan-STARRS                    |
| 730110 | 2011 UV438               | 26 febbraio 2014  | Pan-STARRS                    |
| 730111 | 2011 UW442               | 9 ottobre 2016    | Pan-STARRS                    |
| 730112 | 2011 UA445               | 17 dicembre 2007  | Mount Lemmon Survey           |
| 730113 | 2011 UQ448               | 23 ottobre 2011   | Pan-STARRS                    |
| 730114 | 2011 US449               | 19 ottobre 2011   | Mount Lemmon Survey           |
| 730115 | 2011 UN452               | 22 ottobre 2011   | Spacewatch                    |
| 730116 | 2011 UZ453               | 24 ottobre 2011   | Pan-STARRS                    |
| 730117 | 2011 UA456               | 2 marzo 2009      | Mount Lemmon Survey           |
| 730118 | 2011 UG461               | 26 ottobre 2011   | Pan-STARRS                    |
| 730119 | 2011 UN464               | 26 ottobre 2011   | Pan-STARRS                    |
| 730120 | 2011 UQ464               | 25 ottobre 2011   | Pan-STARRS                    |
| 730121 | 2011 UN465               | 26 ottobre 2011   | Pan-STARRS                    |
| 730122 | 2011 UA467               | 23 ottobre 2011   | E. Schwab, R. Kling           |
| 730123 | 2011 UB482               | 25 ottobre 2011   | Pan-STARRS                    |
| 730124 | 2011 UM485               | 24 ottobre 2011   | Pan-STARRS                    |
| 730125 | 2011 UF494               | 20 gennaio 2009   | Spacewatch                    |
| 730126 | 2011 UW495               | 24 ottobre 2011   | Pan-STARRS                    |
| 730127 | 2011 VY1                 | 9 maggio 2010     | WISE                          |
| 730128 | 2011 VA5                 | 28 settembre 2011 | Mount Lemmon Survey           |
| 730129 | 2011 VH6                 | 20 ottobre 2011   | Mount Lemmon Survey           |
| 730130 | 2011 VY6                 | 28 ottobre 2011   | Mount Lemmon Survey           |
| 730131 | 2011 VC19                | 20 dicembre 2006  | NEAT                          |
| 730132 | 2011 VS20                | 27 settembre 2006 | Spacewatch                    |
| 730133 | 2011 VJ26                | 2 novembre 2011   | Mount Lemmon Survey           |
| 730134 | 2011 VT27                | 11 febbraio 2010  | WISE                          |
| 730135 | 2011 VA28                | 27 novembre 2006  | Spacewatch                    |
| 730136 | 2011 VV30                | 3 novembre 2011   | Spacewatch                    |
| 730137 | 2011 VP35                | 2 novembre 2011   | Mount Lemmon Survey           |
| 730138 | 2011 WH                  | 1 ottobre 2011    | Spacewatch                    |
| 730139 | 2011 WF5                 | 18 novembre 2011  | Mount Lemmon Survey           |
| 730140 | 2011 WF6                 | 16 novembre 2011  | Mount Lemmon Survey           |
| 730141 | 2011 WQ8                 | 18 aprile 2009    | Mount Lemmon Survey           |
| 730142 | 2011 WY8                 | 6 giugno 2010     | WISE                          |
| 730143 | 2011 WT13                | 17 novembre 2011  | Spacewatch                    |
| 730144 | 2011 WD16                | 16 novembre 2011  | Spacewatch                    |
| 730145 | 2011 WT17                | 10 ottobre 2002   | NEAT                          |
| 730146 | 2011 WT21                | 13 gennaio 2008   | Spacewatch                    |
| 730147 | 2011 WU23                | 14 gennaio 2008   | Spacewatch                    |
| 730148 | 2011 WV26                | 15 settembre 2006 | Spacewatch                    |
| 730149 | 2011 WC31                | 19 ottobre 2003   | Spacewatch                    |
| 730150 | 2011 WZ37                | 1 ottobre 2006    | Spacewatch                    |
| 730151 | 2011 WQ38                | 15 febbraio 2005  | A. Boattini                   |
| 730152 | 2011 WB41                | 2 aprile 2009     | Spacewatch                    |
| 730153 | 2011 WQ48                | 3 settembre 1999  | R. H. McNaught, K. S. Russell |
| 730154 | 2011 WB56                | 26 ottobre 2011   | Pan-STARRS                    |
| 730155 | 2011 WD62                | 26 ottobre 2011   | Pan-STARRS                    |
| 730156 | 2011 WV62                | 11 agosto 2001    | AMOS                          |
| 730157 | 2011 WU63                | 5 ottobre 2005    | CSS                           |
| 730158 | 2011 WT64                | 3 aprile 2009     | Alianza S4 Obs.               |
| 730159 | 2011 WB65                | 27 settembre 2005 | NEAT                          |
| 730160 | 2011 WQ67                | 26 ottobre 2011   | Pan-STARRS                    |
| 730161 | 2011 WK70                | 20 aprile 2009    | Spacewatch                    |
| 730162 | 2011 WV75                | 24 ottobre 2011   | Pan-STARRS                    |
| 730163 | 2011 WA77                | 24 maggio 2010    | WISE                          |
| 730164 | 2011 WK81                | 17 maggio 2009    | W. G. Dillon                  |
| 730165 | 2011 WB83                | 25 ottobre 2011   | Pan-STARRS                    |
| 730166 | 2011 WE84                | 11 ottobre 2006   | NEAT                          |
| 730167 | 2011 WK89                | 25 novembre 2011  | Pan-STARRS                    |
| 730168 | 2011 WE92                | 18 ottobre 2000   | Spacewatch                    |
| 730169 | 2011 WS93                | 30 settembre 2006 | Spacewatch                    |
| 730170 | 2011 WZ93                | 9 febbraio 2008   | Mount Lemmon Survey           |
| 730171 | 2011 WK98                | 23 novembre 2011  | Mount Lemmon Survey           |
| 730172 | 2011 WP100               | 11 settembre 2002 | NEAT                          |
| 730173 | 2011 WV101               | 28 agosto 2006    | Spacewatch                    |
| 730174 | 2011 WJ103               | 3 novembre 2011   | Mount Lemmon Survey           |
| 730175 | 2011 WR104               | 24 settembre 2011 | Mount Lemmon Survey           |
| 730176 | 2011 WB105               | 26 ottobre 2011   | Pan-STARRS                    |
| 730177 | 2011 WO106               | 12 maggio 2010    | WISE                          |
| 730178 | 2011 WO108               | 26 ottobre 2011   | Pan-STARRS                    |
| 730179 | 2011 WA109               | 15 settembre 2007 | Mount Lemmon Survey           |
| 730180 | 2011 WN109               | 3 novembre 2011   | Spacewatch                    |
| 730181 | 2011 WG111               | 17 maggio 2010    | WISE                          |
| 730182 | 2011 WK112               | 28 novembre 2011  | Pan-STARRS                    |
| 730183 | 2011 WS119               | 9 giugno 2002     | AMOS                          |
| 730184 | 2011 WH121               | 27 aprile 2009    | Mount Lemmon Survey           |
| 730185 | 2011 WU124               | 20 ottobre 2011   | Spacewatch                    |
| 730186 | 2011 WB126               | 30 luglio 2005    | NEAT                          |
| 730187 | 2011 WW126               | 23 novembre 2011  | Mount Lemmon Survey           |
| 730188 | 2011 WY126               | 12 febbraio 2004  | Spacewatch                    |
| 730189 | 2011 WO127               | 22 novembre 2006  | Spacewatch                    |
| 730190 | 2011 WT130               | 19 ottobre 2011   | Mount Lemmon Survey           |
| 730191 | 2011 WA134               | 16 novembre 2011  | Spacewatch                    |
| 730192 | 2011 WJ134               | 5 ottobre 2002    | SDSS Collaboration            |
| 730193 | 2011 WD135               | 8 gennaio 2007    | Mount Lemmon Survey           |
| 730194 | 2011 WY136               | 1 novembre 2011   | Spacewatch                    |
| 730195 | 2011 WB139               | 17 novembre 2011  | Mount Lemmon Survey           |
| 730196 | 2011 WS140               | 18 novembre 2011  | Mount Lemmon Survey           |
| 730197 | 2011 WO146               | 26 novembre 2011  | PMO NEO                       |
| 730198 | 2011 WR148               | 18 giugno 2010    | WISE                          |
| 730199 | 2011 WR160               | 5 luglio 2010     | WISE                          |
| 730200 | 2011 WP161               | 18 novembre 2011  | Mount Lemmon Survey           |

## 730201–730300
| Nome   | Designazione provvisoria | Data di scoperta  | Scopritore          |
| ------ | ------------------------ | ----------------- | ------------------- |
| 730201 | 2011 WA162               | 23 novembre 2011  | Mount Lemmon Survey |
| 730202 | 2011 WM162               | 16 novembre 2011  | Spacewatch          |
| 730203 | 2011 WP166               | 28 maggio 2014    | Mount Lemmon Survey |
| 730204 | 2011 WQ166               | 7 luglio 2010     | WISE                |
| 730205 | 2011 WV167               | 5 aprile 2014     | Pan-STARRS          |
| 730206 | 2011 WY167               | 14 gennaio 2018   | Pan-STARRS          |
| 730207 | 2011 WR168               | 2 gennaio 2017    | Pan-STARRS          |
| 730208 | 2011 WU171               | 14 giugno 2015    | Mount Lemmon Survey |
| 730209 | 2011 WW175               | 17 novembre 2011  | Spacewatch          |
| 730210 | 2011 WN177               | 16 novembre 2011  | Mount Lemmon Survey |
| 730211 | 2011 WA178               | 27 novembre 2011  | Mount Lemmon Survey |
| 730212 | 2011 WU178               | 30 novembre 2011  | Spacewatch          |
| 730213 | 2011 WW181               | 11 aprile 2005    | Mount Lemmon Survey |
| 730214 | 2011 WL183               | 17 novembre 2011  | Spacewatch          |
| 730215 | 2011 XQ1                 | 1 maggio 2008     | V. S. Casulli       |
| 730216 | 2011 XG2                 | 26 ottobre 2011   | Pan-STARRS          |
| 730217 | 2011 XH5                 | 1 dicembre 2011   | Pan-STARRS          |
| 730218 | 2011 YJ2                 | 24 novembre 2011  | Mount Lemmon Survey |
| 730219 | 2011 YC3                 | 1 dicembre 2006   | Mount Lemmon Survey |
| 730220 | 2011 YO3                 | 29 settembre 2005 | CSS                 |
| 730221 | 2011 YO4                 | 31 dicembre 2000  | LONEOS              |
| 730222 | 2011 YC7                 | 27 ottobre 2005   | NEAT                |
| 730223 | 2011 YV7                 | 4 maggio 2006     | Mount Lemmon Survey |
| 730224 | 2011 YS17                | 20 ottobre 2003   | Spacewatch          |
| 730225 | 2011 YE18                | 25 dicembre 2011  | CSS                 |
| 730226 | 2011 YC24                | 25 dicembre 2011  | Spacewatch          |
| 730227 | 2011 YF34                | 16 dicembre 2007  | LUSS                |
| 730228 | 2011 YY36                | 26 dicembre 2011  | Mount Lemmon Survey |
| 730229 | 2011 YR38                | 31 gennaio 2004   | Spacewatch          |
| 730230 | 2011 YZ41                | 25 dicembre 2011  | Mount Lemmon Survey |
| 730231 | 2011 YS42                | 12 novembre 2010  | Mount Lemmon Survey |
| 730232 | 2011 YU43                | 27 dicembre 2011  | Spacewatch          |
| 730233 | 2011 YD47                | 4 dicembre 1999   | Spacewatch          |
| 730234 | 2011 YA48                | 25 ottobre 2011   | Pan-STARRS          |
| 730235 | 2011 YJ49                | 25 gennaio 2007   | Spacewatch          |
| 730236 | 2011 YG50                | 26 luglio 2010    | WISE                |
| 730237 | 2011 YN50                | 27 dicembre 2011  | Spacewatch          |
| 730238 | 2011 YY51                | 15 giugno 2015    | Pan-STARRS          |
| 730239 | 2011 YE54                | 19 novembre 2007  | Mount Lemmon Survey |
| 730240 | 2011 YZ57                | 29 dicembre 2011  | Spacewatch          |
| 730241 | 2011 YU61                | 22 febbraio 2007  | Spacewatch          |
| 730242 | 2011 YU64                | 1 aprile 2008     | Mount Lemmon Survey |
| 730243 | 2011 YV71                | 26 dicembre 2011  | Spacewatch          |
| 730244 | 2011 YY71                | 21 novembre 2001  | LINEAR              |
| 730245 | 2011 YX72                | 30 dicembre 2011  | Spacewatch          |
| 730246 | 2011 YA73                | 30 dicembre 2011  | Spacewatch          |
| 730247 | 2011 YP77                | 21 gennaio 2012   | CSS                 |
| 730248 | 2011 YU81                | 16 luglio 2010    | WISE                |
| 730249 | 2011 YG84                | 13 gennaio 2002   | NEAT                |
| 730250 | 2011 YB87                | 28 dicembre 2011  | Mount Lemmon Survey |
| 730251 | 2011 YH87                | 27 ottobre 2011   | Mount Lemmon Survey |
| 730252 | 2011 YS90                | 27 dicembre 2011  | Spacewatch          |
| 730253 | 2011 YD97                | 29 dicembre 2011  | Mount Lemmon Survey |
| 730254 | 2012 AH3                 | 13 febbraio 2010  | WISE                |
| 730255 | 2012 AV4                 | 20 febbraio 2009  | Spacewatch          |
| 730256 | 2012 AT14                | 27 dicembre 2011  | CSS                 |
| 730257 | 2012 AY15                | 14 gennaio 2012   | Mount Lemmon Survey |
| 730258 | 2012 AA16                | 27 dicembre 2011  | Mount Lemmon Survey |
| 730259 | 2012 AB18                | 19 settembre 1998 | SDSS Collaboration  |
| 730260 | 2012 AR19                | 2 gennaio 2012    | Mount Lemmon Survey |
| 730261 | 2012 AP20                | 5 dicembre 1999   | Spacewatch          |
| 730262 | 2012 AY22                | 1 gennaio 2012    | Mount Lemmon Survey |
| 730263 | 2012 AF25                | 2 gennaio 2012    | Mount Lemmon Survey |
| 730264 | 2012 AB26                | 2 gennaio 2012    | Mount Lemmon Survey |
| 730265 | 2012 AF26                | 14 gennaio 2012   | Mount Lemmon Survey |
| 730266 | 2012 AN26                | 14 aprile 2004    | NEAT                |
| 730267 | 2012 AV26                | 27 gennaio 2007   | Mount Lemmon Survey |
| 730268 | 2012 AY28                | 14 luglio 2010    | WISE                |
| 730269 | 2012 AM29                | 10 gennaio 2016   | Pan-STARRS          |
| 730270 | 2012 BC4                 | 1 gennaio 2012    | Mount Lemmon Survey |
| 730271 | 2012 BJ7                 | 18 gennaio 2012   | Mount Lemmon Survey |
| 730272 | 2012 BN8                 | 3 gennaio 2012    | Spacewatch          |
| 730273 | 2012 BP9                 | 15 luglio 2010    | WISE                |
| 730274 | 2012 BB21                | 19 gennaio 2012   | Pan-STARRS          |
| 730275 | 2012 BN21                | 6 novembre 2002   | NEAT                |
| 730276 | 2012 BS27                | 3 gennaio 2012    | Spacewatch          |
| 730277 | 2012 BA32                | 9 febbraio 2002   | Spacewatch          |
| 730278 | 2012 BW37                | 19 gennaio 2012   | Mount Lemmon Survey |
| 730279 | 2012 BR45                | 19 gennaio 2012   | Mount Lemmon Survey |
| 730280 | 2012 BY47                | 24 dicembre 2011  | Mount Lemmon Survey |
| 730281 | 2012 BS48                | 12 febbraio 2008  | Mount Lemmon Survey |
| 730282 | 2012 BS50                | 28 dicembre 2011  | Spacewatch          |
| 730283 | 2012 BV50                | 4 gennaio 2012    | Mount Lemmon Survey |
| 730284 | 2012 BJ51                | 13 gennaio 1996   | Spacewatch          |
| 730285 | 2012 BO51                | 3 gennaio 2012    | Spacewatch          |
| 730286 | 2012 BY54                | 11 agosto 2001    | AMOS                |
| 730287 | 2012 BT58                | 18 gennaio 2012   | Mount Lemmon Survey |
| 730288 | 2012 BB64                | 20 gennaio 2012   | Mount Lemmon Survey |
| 730289 | 2012 BM64                | 22 luglio 2010    | WISE                |
| 730290 | 2012 BT69                | 1 febbraio 2005   | Spacewatch          |
| 730291 | 2012 BK76                | 27 settembre 2003 | SDSS Collaboration  |
| 730292 | 2012 BS80                | 27 gennaio 2012   | Mount Lemmon Survey |
| 730293 | 2012 BO83                | 31 dicembre 2011  | Spacewatch          |
| 730294 | 2012 BY84                | 18 settembre 2003 | Spacewatch          |
| 730295 | 2012 BL90                | 8 ottobre 2010    | Spacewatch          |
| 730296 | 2012 BK100               | 1 ottobre 2010    | Spacewatch          |
| 730297 | 2012 BY100               | 27 gennaio 2012   | Spacewatch          |
| 730298 | 2012 BK101               | 23 marzo 2003     | SDSS Collaboration  |
| 730299 | 2012 BL101               | 27 gennaio 2012   | Mount Lemmon Survey |
| 730300 | 2012 BE112               | 19 gennaio 2012   | Pan-STARRS          |

## 730301–730400
| Nome   | Designazione provvisoria | Data di scoperta  | Scopritore          |
| ------ | ------------------------ | ----------------- | ------------------- |
| 730301 | 2012 BR113               | 27 gennaio 2012   | Mount Lemmon Survey |
| 730302 | 2012 BL125               | 18 febbraio 2001  | AMOS                |
| 730303 | 2012 BU129               | 29 luglio 2005    | NEAT                |
| 730304 | 2012 BH130               | 13 marzo 2002     | NEAT                |
| 730305 | 2012 BK131               | 1 dicembre 2005   | CSS                 |
| 730306 | 2012 BN131               | 20 gennaio 2012   | CSS                 |
| 730307 | 2012 BQ142               | 9 gennaio 2000    | Spacewatch          |
| 730308 | 2012 BF143               | 3 ottobre 2006    | Mount Lemmon Survey |
| 730309 | 2012 BS147               | 12 luglio 2010    | WISE                |
| 730310 | 2012 BG148               | 27 gennaio 2012   | Mount Lemmon Survey |
| 730311 | 2012 BG150               | 18 ottobre 2007   | Spacewatch          |
| 730312 | 2012 BO156               | 11 ottobre 2010   | Mount Lemmon Survey |
| 730313 | 2012 BG159               | 29 gennaio 2012   | Spacewatch          |
| 730314 | 2012 BM160               | 1 agosto 2010     | WISE                |
| 730315 | 2012 BQ160               | 5 luglio 2010     | WISE                |
| 730316 | 2012 BS162               | 25 luglio 2015    | Pan-STARRS          |
| 730317 | 2012 BV162               | 6 novembre 2015   | Mount Lemmon Survey |
| 730318 | 2012 BE164               | 2 giugno 2010     | WISE                |
| 730319 | 2012 BH171               | 26 gennaio 2012   | Pan-STARRS          |
| 730320 | 2012 BP171               | 21 luglio 2010    | WISE                |
| 730321 | 2012 BX174               | 27 gennaio 2012   | Mount Lemmon Survey |
| 730322 | 2012 CW                  | 10 novembre 2010  | Mount Lemmon Survey |
| 730323 | 2012 CA1                 | 21 ottobre 2003   | NEAT                |
| 730324 | 2012 CF11                | 1 febbraio 2012   | Spacewatch          |
| 730325 | 2012 CB13                | 30 dicembre 2000  | LONEOS              |
| 730326 | 2012 CG13                | 25 gennaio 2012   | Spacewatch          |
| 730327 | 2012 CQ17                | 3 febbraio 2012   | Pan-STARRS          |
| 730328 | 2012 CO20                | 27 marzo 2009     | CSS                 |
| 730329 | 2012 CP21                | 8 novembre 2010   | Mount Lemmon Survey |
| 730330 | 2012 CT21                | 25 gennaio 2012   | Pan-STARRS          |
| 730331 | 2012 CH32                | 27 dicembre 2011  | Mount Lemmon Survey |
| 730332 | 2012 CK35                | 12 novembre 2001  | SDSS Collaboration  |
| 730333 | 2012 CB36                | 19 gennaio 2012   | Pan-STARRS          |
| 730334 | 2012 CV36                | 1 febbraio 2012   | Spacewatch          |
| 730335 | 2012 CT38                | 13 novembre 2010  | Mount Lemmon Survey |
| 730336 | 2012 CV39                | 3 febbraio 2012   | Pan-STARRS          |
| 730337 | 2012 CP40                | 3 febbraio 2012   | Pan-STARRS          |
| 730338 | 2012 CK41                | 12 novembre 2001  | SDSS Collaboration  |
| 730339 | 2012 CK44                | 13 febbraio 2012  | Spacewatch          |
| 730340 | 2012 CQ45                | 20 marzo 2007     | LUSS                |
| 730341 | 2012 CK56                | 31 gennaio 2012   | CSS                 |
| 730342 | 2012 CZ56                | 16 settembre 2009 | Mount Lemmon Survey |
| 730343 | 2012 CP57                | 26 luglio 2010    | WISE                |
| 730344 | 2012 CP59                | 21 aprile 2009    | Mount Lemmon Survey |
| 730345 | 2012 CA60                | 13 dicembre 2014  | Pan-STARRS          |
| 730346 | 2012 CS60                | 20 luglio 2010    | WISE                |
| 730347 | 2012 CS64                | 13 ottobre 2016   | Mount Lemmon Survey |
| 730348 | 2012 CV66                | 13 febbraio 2012  | Pan-STARRS          |
| 730349 | 2012 CC70                | 1 febbraio 2012   | Spacewatch          |
| 730350 | 2012 DL                  | 21 gennaio 2012   | Pan-STARRS          |
| 730351 | 2012 DL1                 | 16 febbraio 2012  | Pan-STARRS          |
| 730352 | 2012 DL2                 | 16 febbraio 2012  | Pan-STARRS          |
| 730353 | 2012 DT6                 | 1 ottobre 2009    | Mount Lemmon Survey |
| 730354 | 2012 DT9                 | 5 aprile 2005     | Mount Lemmon Survey |
| 730355 | 2012 DX11                | 19 febbraio 2012  | Spacewatch          |
| 730356 | 2012 DQ35                | 4 maggio 2000     | SDSS Collaboration  |
| 730357 | 2012 DN36                | 30 agosto 2000    | Spacewatch          |
| 730358 | 2012 DE40                | 22 ottobre 2003   | SDSS Collaboration  |
| 730359 | 2012 DP42                | 23 febbraio 2012  | Mount Lemmon Survey |
| 730360 | 2012 DF43                | 31 agosto 2000    | Spacewatch          |
| 730361 | 2012 DP49                | 23 febbraio 2012  | Mount Lemmon Survey |
| 730362 | 2012 DY59                | 4 febbraio 2012   | Pan-STARRS          |
| 730363 | 2012 DC62                | 2 febbraio 2012   | CSS                 |
| 730364 | 2012 DQ65                | 19 gennaio 2012   | Pan-STARRS          |
| 730365 | 2012 DX67                | 3 febbraio 2012   | Pan-STARRS          |
| 730366 | 2012 DA76                | 1 dicembre 2006   | Mount Lemmon Survey |
| 730367 | 2012 DW79                | 17 aprile 2001    | LONEOS              |
| 730368 | 2012 DF87                | 8 agosto 2010     | WISE                |
| 730369 | 2012 DU87                | 27 settembre 2003 | LINEAR              |
| 730370 | 2012 DK88                | 8 ottobre 1999    | Spacewatch          |
| 730371 | 2012 DD93                | 16 febbraio 2012  | Pan-STARRS          |
| 730372 | 2012 DA94                | 3 febbraio 2012   | Pan-STARRS          |
| 730373 | 2012 DB94                | 26 febbraio 2007  | Mount Lemmon Survey |
| 730374 | 2012 DA98                | 18 febbraio 2012  | PTF                 |
| 730375 | 2012 DB98                | 24 febbraio 2012  | CSS                 |
| 730376 | 2012 DB100               | 1 ottobre 2005    | Mount Lemmon Survey |
| 730377 | 2012 DN100               | 14 aprile 2007    | Mount Lemmon Survey |
| 730378 | 2012 DY100               | 26 febbraio 2012  | Pan-STARRS          |
| 730379 | 2012 DA101               | 28 febbraio 2012  | Pan-STARRS          |
| 730380 | 2012 DH103               | 24 marzo 2001     | Spacewatch          |
| 730381 | 2012 DZ103               | 27 febbraio 2012  | Pan-STARRS          |
| 730382 | 2012 DK115               | 27 febbraio 2012  | Pan-STARRS          |
| 730383 | 2012 DH117               | 24 febbraio 2012  | Mount Lemmon Survey |
| 730384 | 2012 DA118               | 23 febbraio 2012  | Mount Lemmon Survey |
| 730385 | 2012 DS120               | 21 febbraio 2012  | Spacewatch          |
| 730386 | 2012 DP122               | 27 febbraio 2012  | Pan-STARRS          |
| 730387 | 2012 DZ122               | 16 febbraio 2012  | Pan-STARRS          |
| 730388 | 2012 EA7                 | 22 febbraio 2012  | SSS                 |
| 730389 | 2012 EG7                 | 18 maggio 2001    | LONEOS              |
| 730390 | 2012 EG12                | 21 febbraio 2012  | Spacewatch          |
| 730391 | 2012 EP12                | 6 dicembre 2005   | Spacewatch          |
| 730392 | 2012 EC14                | 26 ottobre 2009   | Spacewatch          |
| 730393 | 2012 EN17                | 16 marzo 2012     | Pan-STARRS          |
| 730394 | 2012 ET17                | 25 febbraio 2012  | Mount Lemmon Survey |
| 730395 | 2012 EU20                | 14 marzo 2012     | Spacewatch          |
| 730396 | 2012 ET25                | 13 marzo 2012     | Spacewatch          |
| 730397 | 2012 EM26                | 14 marzo 2012     | Spacewatch          |
| 730398 | 2012 EH27                | 15 marzo 2012     | Mount Lemmon Survey |
| 730399 | 2012 EE29                | 15 marzo 2012     | Mount Lemmon Survey |
| 730400 | 2012 EK30                | 13 marzo 2012     | Pan-STARRS          |

## 730401–730500
| Nome   | Designazione provvisoria | Data di scoperta  | Scopritore               |
| ------ | ------------------------ | ----------------- | ------------------------ |
| 730401 | 2012 FW3                 | 15 marzo 2012     | Mount Lemmon Survey      |
| 730402 | 2012 FD4                 | 9 ottobre 2010    | Mount Lemmon Survey      |
| 730403 | 2012 FQ5                 | 25 dicembre 2011  | Mount Lemmon Survey      |
| 730404 | 2012 FL7                 | 5 novembre 2005   | Spacewatch               |
| 730405 | 2012 FM8                 | 12 marzo 2007     | Spacewatch               |
| 730406 | 2012 FO8                 | 13 marzo 2012     | Mount Lemmon Survey      |
| 730407 | 2012 FT8                 | 1 marzo 2012      | Mount Lemmon Survey      |
| 730408 | 2012 FZ12                | 21 marzo 2012     | CSS                      |
| 730409 | 2012 FV15                | 17 marzo 2012     | Mount Lemmon Survey      |
| 730410 | 2012 FD16                | 17 marzo 2012     | Mount Lemmon Survey      |
| 730411 | 2012 FH24                | 1 febbraio 2005   | Spacewatch               |
| 730412 | 2012 FM26                | 26 febbraio 2012  | Spacewatch               |
| 730413 | 2012 FD36                | 14 agosto 2002    | NEAT                     |
| 730414 | 2012 FA40                | 27 febbraio 2012  | Pan-STARRS               |
| 730415 | 2012 FQ45                | 11 aprile 2005    | Mount Lemmon Survey      |
| 730416 | 2012 FJ46                | 16 marzo 2012     | Spacewatch               |
| 730417 | 2012 FG48                | 13 marzo 2012     | Mount Lemmon Survey      |
| 730418 | 2012 FF50                | 28 febbraio 2012  | Pan-STARRS               |
| 730419 | 2012 FW51                | 3 marzo 2005      | CSS                      |
| 730420 | 2012 FE54                | 27 febbraio 2012  | Pan-STARRS               |
| 730421 | 2012 FJ55                | 20 agosto 2003    | NEAT                     |
| 730422 | 2012 FJ57                | 24 novembre 2003  | NEAT                     |
| 730423 | 2012 FP57                | 6 luglio 2003     | Spacewatch               |
| 730424 | 2012 FZ58                | 11 gennaio 2008   | Spacewatch               |
| 730425 | 2012 FC59                | 27 marzo 2012     | W. Bickel                |
| 730426 | 2012 FT59                | 22 febbraio 2012  | Spacewatch               |
| 730427 | 2012 FV64                | 21 marzo 2012     | Mount Lemmon Survey      |
| 730428 | 2012 FR67                | 19 novembre 2009  | W. Bickel                |
| 730429 | 2012 FY69                | 6 ottobre 2008    | Mount Lemmon Survey      |
| 730430 | 2012 FF76                | 18 marzo 2012     | Zelenchukskaya Stn.      |
| 730431 | 2012 FQ79                | 16 marzo 2012     | Spacewatch               |
| 730432 | 2012 FB80                | 16 marzo 2012     | Spacewatch               |
| 730433 | 2012 FZ80                | 6 luglio 2007     | J. Broughton             |
| 730434 | 2012 FR83                | 19 settembre 2014 | Pan-STARRS               |
| 730435 | 2012 FQ84                | 16 marzo 2012     | Spacewatch               |
| 730436 | 2012 FQ86                | 17 marzo 2012     | Spacewatch               |
| 730437 | 2012 FV86                | 16 marzo 2012     | Pan-STARRS               |
| 730438 | 2012 FZ87                | 29 aprile 2008    | Mount Lemmon Survey      |
| 730439 | 2012 FF93                | 7 luglio 2016     | Pan-STARRS               |
| 730440 | 2012 FM93                | 16 marzo 2012     | Mount Lemmon Survey      |
| 730441 | 2012 FK96                | 27 agosto 2014    | Pan-STARRS               |
| 730442 | 2012 FG98                | 29 marzo 2012     | Mount Lemmon Survey      |
| 730443 | 2012 FN99                | 29 marzo 2012     | Pan-STARRS               |
| 730444 | 2012 FX100               | 23 marzo 2012     | Mount Lemmon Survey      |
| 730445 | 2012 FZ100               | 27 marzo 2012     | Mount Lemmon Survey      |
| 730446 | 2012 FQ101               | 28 marzo 2012     | Mount Lemmon Survey      |
| 730447 | 2012 FA104               | 29 marzo 2012     | Pan-STARRS               |
| 730448 | 2012 FZ104               | 31 marzo 2012     | Mount Lemmon Survey      |
| 730449 | 2012 GK6                 | 26 febbraio 2012  | Spacewatch               |
| 730450 | 2012 GE9                 | 14 marzo 2012     | Spacewatch               |
| 730451 | 2012 GE10                | 14 gennaio 2011   | Mount Lemmon Survey      |
| 730452 | 2012 GJ12                | 21 settembre 2003 | NEAT                     |
| 730453 | 2012 GE13                | 28 febbraio 2003  | Kleť Obs.                |
| 730454 | 2012 GH15                | 13 aprile 2012    | Pan-STARRS               |
| 730455 | 2012 GM15                | 17 ottobre 2003   | Spacewatch               |
| 730456 | 2012 GT15                | 13 aprile 2012    | Pan-STARRS               |
| 730457 | 2012 GH16                | 31 gennaio 2006   | SSS                      |
| 730458 | 2012 GA19                | 28 marzo 2012     | Spacewatch               |
| 730459 | 2012 GD20                | 29 marzo 2012     | Spacewatch               |
| 730460 | 2012 GP20                | 26 marzo 2003     | NEAT                     |
| 730461 | 2012 GE23                | 29 marzo 2001     | AMOS                     |
| 730462 | 2012 GH27                | 4 maggio 2001     | NEAT                     |
| 730463 | 2012 GB29                | 8 agosto 2004     | LINEAR                   |
| 730464 | 2012 GF31                | 1 aprile 2012     | Mount Lemmon Survey      |
| 730465 | 2012 GL31                | 28 agosto 2003    | NEAT                     |
| 730466 | 2012 GB33                | 13 aprile 2012    | Pan-STARRS               |
| 730467 | 2012 GL33                | 11 luglio 2005    | Spacewatch               |
| 730468 | 2012 GK39                | 4 maggio 2005     | NEAT                     |
| 730469 | 2012 GJ40                | 31 marzo 2012     | Mount Lemmon Survey      |
| 730470 | 2012 GF41                | 13 aprile 2012    | Pan-STARRS               |
| 730471 | 2012 GG42                | 15 novembre 1995  | Spacewatch               |
| 730472 | 2012 GT47                | 18 giugno 2013    | Pan-STARRS               |
| 730473 | 2012 GT48                | 13 aprile 2012    | Pan-STARRS               |
| 730474 | 2012 GH49                | 15 aprile 2012    | Pan-STARRS               |
| 730475 | 2012 GN50                | 15 aprile 2012    | Pan-STARRS               |
| 730476 | 2012 GM54                | 1 novembre 2010   | Mount Lemmon Survey      |
| 730477 | 2012 HW4                 | 11 novembre 2009  | Mount Lemmon Survey      |
| 730478 | 2012 HC6                 | 26 dicembre 2011  | Mount Lemmon Survey      |
| 730479 | 2012 HZ7                 | 2 febbraio 2006   | Spacewatch               |
| 730480 | 2012 HG10                | 6 marzo 2003      | SDSS Collaboration       |
| 730481 | 2012 HQ12                | 22 novembre 2009  | Mount Lemmon Survey      |
| 730482 | 2012 HJ13                | 21 aprile 2012    | Pan-STARRS               |
| 730483 | 2012 HK22                | 20 aprile 2012    | Pan-STARRS               |
| 730484 | 2012 HR25                | 18 novembre 2006  | Mount Lemmon Survey      |
| 730485 | 2012 HQ29                | 27 aprile 2012    | Pan-STARRS               |
| 730486 | 2012 HB30                | 28 agosto 2009    | Spacewatch               |
| 730487 | 2012 HX32                | 1 aprile 2012     | Spacewatch               |
| 730488 | 2012 HU33                | 25 aprile 2001    | AMOS                     |
| 730489 | 2012 HO35                | 11 ottobre 2009   | Mount Lemmon Survey      |
| 730490 | 2012 HF36                | 27 aprile 2012    | Pan-STARRS               |
| 730491 | 2012 HB38                | 28 aprile 2012    | Mount Lemmon Survey      |
| 730492 | 2012 HV41                | 16 gennaio 2005   | Spacewatch               |
| 730493 | 2012 HN50                | 18 settembre 2003 | NEAT                     |
| 730494 | 2012 HS55                | 16 aprile 2012    | Pan-STARRS               |
| 730495 | 2012 HH58                | 18 aprile 2012    | R. P. Boyle, V. Laugalys |
| 730496 | 2012 HR60                | 19 aprile 2012    | Mount Lemmon Survey      |
| 730497 | 2012 HK63                | 16 febbraio 2004  | Spacewatch               |
| 730498 | 2012 HX66                | 27 settembre 2009 | Mount Lemmon Survey      |
| 730499 | 2012 HT70                | 23 aprile 2012    | Spacewatch               |
| 730500 | 2012 HM76                | 28 agosto 2005    | Spacewatch               |

## 730501–730600
| Nome   | Designazione provvisoria | Data di scoperta  | Scopritore                          |
| ------ | ------------------------ | ----------------- | ----------------------------------- |
| 730501 | 2012 HU76                | 11 novembre 2009  | Spacewatch                          |
| 730502 | 2012 HH77                | 27 febbraio 2006  | Spacewatch                          |
| 730503 | 2012 HV82                | 27 novembre 2003  | R. A. Tucker                        |
| 730504 | 2012 HM87                | 27 aprile 2012    | Pan-STARRS                          |
| 730505 | 2012 HN87                | 27 aprile 2012    | Pan-STARRS                          |
| 730506 | 2012 HR89                | 8 ottobre 2015    | Pan-STARRS                          |
| 730507 | 2012 HY89                | 17 gennaio 2010   | WISE                                |
| 730508 | 2012 HA90                | 7 giugno 2013     | Mount Lemmon Survey                 |
| 730509 | 2012 HH91                | 16 luglio 2013    | Pan-STARRS                          |
| 730510 | 2012 HZ93                | 26 dicembre 2014  | Pan-STARRS                          |
| 730511 | 2012 HS98                | 19 aprile 2012    | Mount Lemmon Survey                 |
| 730512 | 2012 HZ98                | 27 aprile 2012    | Pan-STARRS                          |
| 730513 | 2012 HB100               | 18 aprile 2012    | Mount Lemmon Survey                 |
| 730514 | 2012 HC101               | 30 aprile 2012    | Spacewatch                          |
| 730515 | 2012 HL101               | 28 febbraio 2008  | Mount Lemmon Survey                 |
| 730516 | 2012 HG104               | 16 aprile 2012    | Spacewatch                          |
| 730517 | 2012 HU110               | 27 aprile 2012    | Pan-STARRS                          |
| 730518 | 2012 JR3                 | 13 maggio 2012    | Spacewatch                          |
| 730519 | 2012 JX4                 | 17 marzo 2004     | SDSS Collaboration                  |
| 730520 | 2012 JT5                 | 27 gennaio 2011   | Mount Lemmon Survey                 |
| 730521 | 2012 JZ5                 | 25 settembre 2008 | Mount Lemmon Survey                 |
| 730522 | 2012 JP6                 | 1 settembre 2005  | Spacewatch                          |
| 730523 | 2012 JM7                 | 19 ottobre 2003   | SDSS Collaboration                  |
| 730524 | 2012 JW9                 | 13 maggio 2012    | Mount Lemmon Survey                 |
| 730525 | 2012 JQ11                | 2 gennaio 2012    | CSS                                 |
| 730526 | 2012 JL12                | 30 settembre 2003 | Spacewatch                          |
| 730527 | 2012 JE14                | 15 maggio 2012    | Mount Lemmon Survey                 |
| 730528 | 2012 JV17                | 24 aprile 2012    | Pan-STARRS                          |
| 730529 | 2012 JM19                | 16 novembre 2009  | Mount Lemmon Survey                 |
| 730530 | 2012 JP26                | 12 febbraio 2004  | Spacewatch                          |
| 730531 | 2012 JL28                | 28 settembre 2003 | SDSS Collaboration                  |
| 730532 | 2012 JB30                | 14 maggio 2012    | Pan-STARRS                          |
| 730533 | 2012 JY32                | 12 maggio 2012    | Pan-STARRS                          |
| 730534 | 2012 JA39                | 30 settembre 2003 | Spacewatch                          |
| 730535 | 2012 JL39                | 12 maggio 2012    | Mount Lemmon Survey                 |
| 730536 | 2012 JT40                | 12 maggio 2012    | Pan-STARRS                          |
| 730537 | 2012 JA41                | 12 maggio 2012    | Pan-STARRS                          |
| 730538 | 2012 JG42                | 30 aprile 2012    | Mount Lemmon Survey                 |
| 730539 | 2012 JD44                | 13 ottobre 2010   | Mount Lemmon Survey                 |
| 730540 | 2012 JB49                | 9 novembre 2009   | Spacewatch                          |
| 730541 | 2012 JJ49                | 12 febbraio 2010  | WISE                                |
| 730542 | 2012 JH52                | 14 maggio 2012    | Pan-STARRS                          |
| 730543 | 2012 JP52                | 5 ottobre 2002    | SDSS Collaboration                  |
| 730544 | 2012 JJ55                | 1 marzo 2008      | Spacewatch                          |
| 730545 | 2012 JO56                | 28 aprile 2012    | Mount Lemmon Survey                 |
| 730546 | 2012 JK60                | 13 maggio 2012    | Mount Lemmon Survey                 |
| 730547 | 2012 JN60                | 14 maggio 2012    | Spacewatch                          |
| 730548 | 2012 JQ62                | 29 marzo 2012     | Spacewatch                          |
| 730549 | 2012 JF67                | 19 settembre 2014 | Pan-STARRS                          |
| 730550 | 2012 JE68                | 13 maggio 2012    | Mount Lemmon Survey                 |
| 730551 | 2012 JW68                | 15 maggio 2012    | Pan-STARRS                          |
| 730552 | 2012 JP69                | 13 luglio 2013    | Pan-STARRS                          |
| 730553 | 2012 KO                  | 23 settembre 2009 | Mount Lemmon Survey                 |
| 730554 | 2012 KD3                 | 17 maggio 2012    | Mount Lemmon Survey                 |
| 730555 | 2012 KR5                 | 1 maggio 2003     | Spacewatch                          |
| 730556 | 2012 KS5                 | 26 settembre 2003 | SDSS Collaboration                  |
| 730557 | 2012 KU7                 | 7 ottobre 2004    | LONEOS                              |
| 730558 | 2012 KR9                 | 27 novembre 2009  | Mount Lemmon Survey                 |
| 730559 | 2012 KS13                | 29 settembre 2008 | Spacewatch                          |
| 730560 | 2012 KX15                | 10 ottobre 2002   | SDSS Collaboration                  |
| 730561 | 2012 KA16                | 13 febbraio 2008  | Spacewatch                          |
| 730562 | 2012 KF17                | 20 maggio 2012    | Mount Lemmon Survey                 |
| 730563 | 2012 KL19                | 16 aprile 2012    | Spacewatch                          |
| 730564 | 2012 KK20                | 28 febbraio 2008  | Mount Lemmon Survey                 |
| 730565 | 2012 KR23                | 11 maggio 2012    | Spacewatch                          |
| 730566 | 2012 KW24                | 20 marzo 1999     | SDSS Collaboration                  |
| 730567 | 2012 KG25                | 18 novembre 2009  | Mount Lemmon Survey                 |
| 730568 | 2012 KV25                | 16 maggio 2012    | Mount Lemmon Survey                 |
| 730569 | 2012 KH27                | 1 ottobre 2009    | Mount Lemmon Survey                 |
| 730570 | 2012 KC29                | 7 marzo 2010      | WISE                                |
| 730571 | 2012 KL29                | 1 novembre 2005   | Mount Lemmon Survey                 |
| 730572 | 2012 KL31                | 20 aprile 2012    | Mount Lemmon Survey                 |
| 730573 | 2012 KY32                | 15 agosto 2009    | Spacewatch                          |
| 730574 | 2012 KA33                | 14 ottobre 2009   | Mount Lemmon Survey                 |
| 730575 | 2012 KL33                | 5 agosto 2008     | Osservatorio astronomico di Maiorca |
| 730576 | 2012 KK35                | 2 ottobre 2003    | Spacewatch                          |
| 730577 | 2012 KG36                | 17 maggio 2012    | Mount Lemmon Survey                 |
| 730578 | 2012 KG41                | 17 ottobre 2003   | Spacewatch                          |
| 730579 | 2012 KO42                | 2 aprile 2006     | Mount Lemmon Survey                 |
| 730580 | 2012 KO47                | 25 marzo 2006     | NEAT                                |
| 730581 | 2012 KQ47                | 19 maggio 2012    | Spacewatch                          |
| 730582 | 2012 KS47                | 12 febbraio 2011  | Spacewatch                          |
| 730583 | 2012 KU47                | 28 maggio 2012    | IAA-AI                              |
| 730584 | 2012 KF50                | 31 maggio 2012    | Mount Lemmon Survey                 |
| 730585 | 2012 KR54                | 16 maggio 2012    | Pan-STARRS                          |
| 730586 | 2012 KM56                | 30 maggio 2012    | Mount Lemmon Survey                 |
| 730587 | 2012 KF59                | 11 dicembre 2009  | Mount Lemmon Survey                 |
| 730588 | 2012 KX59                | 10 febbraio 2011  | Mount Lemmon Survey                 |
| 730589 | 2012 KJ64                | 21 maggio 2012    | Mount Lemmon Survey                 |
| 730590 | 2012 KP64                | 29 maggio 2012    | Mount Lemmon Survey                 |
| 730591 | 2012 LO                  | 7 febbraio 2011   | Mount Lemmon Survey                 |
| 730592 | 2012 LK3                 | 14 settembre 2002 | NEAT                                |
| 730593 | 2012 LN3                 | 14 aprile 2008    | Spacewatch                          |
| 730594 | 2012 LW5                 | 8 giugno 2012     | Mount Lemmon Survey                 |
| 730595 | 2012 LO7                 | 4 settembre 2007  | Mount Lemmon Survey                 |
| 730596 | 2012 LV7                 | 14 luglio 1996    | NEAT                                |
| 730597 | 2012 LH12                | 31 ottobre 2005   | Osservatorio di Mauna Kea           |
| 730598 | 2012 LX13                | 11 giugno 2012    | Alianza S4 Obs.                     |
| 730599 | 2012 LA15                | 8 giugno 2012     | Pan-STARRS                          |
| 730600 | 2012 LC16                | 25 novembre 2009  | Mount Lemmon Survey                 |

## 730601–730700
| Nome   | Designazione provvisoria | Data di scoperta  | Scopritore                    |
| ------ | ------------------------ | ----------------- | ----------------------------- |
| 730601 | 2012 LG18                | 21 maggio 2012    | Pan-STARRS                    |
| 730602 | 2012 LL18                | 23 aprile 2004    | Spacewatch                    |
| 730603 | 2012 LY19                | 9 giugno 2012     | Mount Lemmon Survey           |
| 730604 | 2012 LX25                | 23 maggio 2001    | J. L. Elliot, L. H. Wasserman |
| 730605 | 2012 LC28                | 1 ottobre 2014    | Pan-STARRS                    |
| 730606 | 2012 LH31                | 1 giugno 2012     | Mount Lemmon Survey           |
| 730607 | 2012 LJ31                | 14 giugno 2012    | Mount Lemmon Survey           |
| 730608 | 2012 MX1                 | 16 giugno 2012    | Mount Lemmon Survey           |
| 730609 | 2012 MM5                 | 15 aprile 2010    | WISE                          |
| 730610 | 2012 MW6                 | 28 settembre 2008 | Mount Lemmon Survey           |
| 730611 | 2012 MH9                 | 21 maggio 2012    | Pan-STARRS                    |
| 730612 | 2012 MK10                | 4 febbraio 2005   | CSS                           |
| 730613 | 2012 MQ11                | 11 agosto 2004    | NEAT                          |
| 730614 | 2012 MC14                | 9 maggio 2006     | Mount Lemmon Survey           |
| 730615 | 2012 MD14                | 14 maggio 2004    | Spacewatch                    |
| 730616 | 2012 MR15                | 29 aprile 2003    | SDSS Collaboration            |
| 730617 | 2012 MQ17                | 9 febbraio 2010   | CSS                           |
| 730618 | 2012 OQ3                 | 11 luglio 2005    | Spacewatch                    |
| 730619 | 2012 OA4                 | 25 maggio 2011    | M. Schwartz, P. R. Holvorcem  |
| 730620 | 2012 PO2                 | 30 dicembre 1999  | C. Veillet                    |
| 730621 | 2012 PY2                 | 11 maggio 2005    | NEAT                          |
| 730622 | 2012 PW6                 | 8 agosto 2012     | Pan-STARRS                    |
| 730623 | 2012 PO9                 | 8 agosto 2012     | Pan-STARRS                    |
| 730624 | 2012 PE12                | 2 gennaio 2003    | Osservatorio di La Silla      |
| 730625 | 2012 PL15                | 10 settembre 2001 | LINEAR                        |
| 730626 | 2012 PD17                | 3 maggio 2011     | Mount Lemmon Survey           |
| 730627 | 2012 PJ20                | 14 agosto 2001    | AMOS                          |
| 730628 | 2012 PQ20                | 12 agosto 2012    | Pan-STARRS                    |
| 730629 | 2012 PZ20                | 24 settembre 2008 | Mount Lemmon Survey           |
| 730630 | 2012 PU21                | 13 agosto 2012    | Pan-STARRS                    |
| 730631 | 2012 PL27                | 13 agosto 2012    | Pan-STARRS                    |
| 730632 | 2012 PH28                | 25 aprile 2003    | SDSS Collaboration            |
| 730633 | 2012 PT29                | 13 agosto 2012    | Pan-STARRS                    |
| 730634 | 2012 PD30                | 24 ottobre 2005   | Osservatorio di Mauna Kea     |
| 730635 | 2012 PQ32                | 28 settembre 2003 | SDSS Collaboration            |
| 730636 | 2012 PZ33                | 13 novembre 2002  | NEAT                          |
| 730637 | 2012 PO35                | 12 agosto 2012    | SSS                           |
| 730638 | 2012 PA44                | 25 settembre 2008 | Mount Lemmon Survey           |
| 730639 | 2012 PE45                | 14 agosto 2012    | Spacewatch                    |
| 730640 | 2012 PM45                | 13 agosto 2012    | Pan-STARRS                    |
| 730641 | 2012 PR45                | 6 agosto 2012     | Pan-STARRS                    |
| 730642 | 2012 PA50                | 29 novembre 2013  | Pan-STARRS                    |
| 730643 | 2012 PV53                | 10 agosto 2012    | Spacewatch                    |
| 730644 | 2012 PX53                | 13 agosto 2012    | Spacewatch                    |
| 730645 | 2012 PW57                | 12 ottobre 2007   | Mount Lemmon Survey           |
| 730646 | 2012 PA58                | 13 agosto 2012    | Spacewatch                    |
| 730647 | 2012 QG1                 | 11 agosto 2012    | L. Elenin                     |
| 730648 | 2012 QP1                 | 16 agosto 2012    | ESA OGS                       |
| 730649 | 2012 QB3                 | 13 settembre 2007 | Mount Lemmon Survey           |
| 730650 | 2012 QG3                 | 16 agosto 2012    | ESA OGS                       |
| 730651 | 2012 QS3                 | 16 agosto 2012    | ESA OGS                       |
| 730652 | 2012 QY5                 | 11 marzo 2007     | Spacewatch                    |
| 730653 | 2012 QZ5                 | 29 dicembre 2005  | NEAT                          |
| 730654 | 2012 QE10                | 19 agosto 2012    | B. Mikuž                      |
| 730655 | 2012 QK12                | 10 ottobre 2002   | NEAT                          |
| 730656 | 2012 QZ13                | 21 luglio 2006    | LUSS                          |
| 730657 | 2012 QZ18                | 7 maggio 2005     | Mount Lemmon Survey           |
| 730658 | 2012 QC19                | 14 marzo 2004     | Spacewatch                    |
| 730659 | 2012 QU20                | 15 ottobre 2001   | NEAT                          |
| 730660 | 2012 QK22                | 19 agosto 2011    | Pan-STARRS                    |
| 730661 | 2012 QJ31                | 10 gennaio 2002   | NEAT                          |
| 730662 | 2012 QX31                | 25 agosto 2012    | Spacewatch                    |
| 730663 | 2012 QT36                | 10 luglio 2005    | Spacewatch                    |
| 730664 | 2012 QE38                | 25 agosto 2012    | Pan-STARRS                    |
| 730665 | 2012 QN38                | 25 agosto 2012    | Pan-STARRS                    |
| 730666 | 2012 QN43                | 17 agosto 2012    | Pan-STARRS                    |
| 730667 | 2012 QN44                | 23 luglio 2012    | ASC-Kislovodsk                |
| 730668 | 2012 QS44                | 28 agosto 2003    | NEAT                          |
| 730669 | 2012 QJ46                | 12 settembre 2007 | Mount Lemmon Survey           |
| 730670 | 2012 QD53                | 12 agosto 2012    | R. Holmes                     |
| 730671 | 2012 QM54                | 10 ottobre 2007   | Mount Lemmon Survey           |
| 730672 | 2012 QZ59                | 13 settembre 1996 | Spacewatch                    |
| 730673 | 2012 QB67                | 26 agosto 2012    | Pan-STARRS                    |
| 730674 | 2012 QC68                | 26 agosto 2012    | Pan-STARRS                    |
| 730675 | 2012 QA69                | 26 agosto 2012    | Spacewatch                    |
| 730676 | 2012 QS69                | 26 agosto 2012    | Pan-STARRS                    |
| 730677 | 2012 QT72                | 26 agosto 2012    | Pan-STARRS                    |
| 730678 | 2012 RE6                 | 11 settembre 2012 | D. T. Durig                   |
| 730679 | 2012 RW6                 | 5 settembre 2000  | SDSS Collaboration            |
| 730680 | 2012 RZ6                 | 26 agosto 2012    | Pan-STARRS                    |
| 730681 | 2012 RD9                 | 9 settembre 2012  | B. Mikuž                      |
| 730682 | 2012 RL9                 | 11 settembre 2012 | K. Levin                      |
| 730683 | 2012 RE13                | 13 settembre 2012 | Mount Lemmon Survey           |
| 730684 | 2012 RH21                | 23 agosto 2001    | Spacewatch                    |
| 730685 | 2012 RT23                | 14 settembre 2012 | Spacewatch                    |
| 730686 | 2012 RZ24                | 14 settembre 2012 | ESA OGS                       |
| 730687 | 2012 RD28                | 31 ottobre 2008   | CSS                           |
| 730688 | 2012 RT28                | 16 agosto 2006    | SSS                           |
| 730689 | 2012 RF36                | 13 aprile 2011    | Pan-STARRS                    |
| 730690 | 2012 RC37                | 21 settembre 2001 | SDSS Collaboration            |
| 730691 | 2012 RC47                | 29 luglio 2000    | Mount John Obs.               |
| 730692 | 2012 RE47                | 7 novembre 2013   | Mount Lemmon Survey           |
| 730693 | 2012 RR48                | 15 settembre 2012 | Mount Lemmon Survey           |
| 730694 | 2012 RJ49                | 13 settembre 2012 | Mount Lemmon Survey           |
| 730695 | 2012 SJ                  | 30 agosto 1995    | AMOS                          |
| 730696 | 2012 SG4                 | 10 ottobre 2002   | SDSS Collaboration            |
| 730697 | 2012 SX4                 | 17 settembre 2012 | Spacewatch                    |
| 730698 | 2012 SQ7                 | 10 aprile 2010    | Mount Lemmon Survey           |
| 730699 | 2012 SL20                | 17 settembre 2012 | M. Schwartz, P. R. Holvorcem  |
| 730700 | 2012 SO20                | 16 agosto 2006    | NEAT                          |

## 730701–730800
| Nome   | Designazione provvisoria | Data di scoperta  | Scopritore                 |
| ------ | ------------------------ | ----------------- | -------------------------- |
| 730701 | 2012 SM24                | 17 settembre 2012 | Mount Lemmon Survey        |
| 730702 | 2012 SM25                | 1 maggio 1998     | Spacewatch                 |
| 730703 | 2012 SG26                | 17 settembre 2012 | Mount Lemmon Survey        |
| 730704 | 2012 SQ28                | 10 ottobre 2008   | Mount Lemmon Survey        |
| 730705 | 2012 SD32                | 3 febbraio 2008   | Spacewatch                 |
| 730706 | 2012 SA40                | 25 agosto 2012    | R. Holmes                  |
| 730707 | 2012 SQ41                | 19 marzo 2010     | Mount Lemmon Survey        |
| 730708 | 2012 SJ43                | 8 ottobre 2007    | Spacewatch                 |
| 730709 | 2012 SM44                | 18 settembre 2012 | Mount Lemmon Survey        |
| 730710 | 2012 SW45                | 19 settembre 2003 | Spacewatch                 |
| 730711 | 2012 SW51                | 19 settembre 2012 | Mount Lemmon Survey        |
| 730712 | 2012 SD53                | 15 marzo 2010     | Mount Lemmon Survey        |
| 730713 | 2012 ST54                | 19 settembre 2012 | Mount Lemmon Survey        |
| 730714 | 2012 SQ57                | 30 settembre 2003 | Spacewatch                 |
| 730715 | 2012 SK58                | 10 agosto 2012    | SSS                        |
| 730716 | 2012 SU63                | 30 settembre 2003 | Spacewatch                 |
| 730717 | 2012 SS64                | 16 settembre 2003 | Spacewatch                 |
| 730718 | 2012 SL67                | 17 settembre 2012 | Spacewatch                 |
| 730719 | 2012 SP73                | 16 febbraio 2015  | Pan-STARRS                 |
| 730720 | 2012 SX74                | 21 febbraio 2014  | Mount Lemmon Survey        |
| 730721 | 2012 SC80                | 23 settembre 2012 | Mount Lemmon Survey        |
| 730722 | 2012 SX85                | 19 settembre 2012 | Mount Lemmon Survey        |
| 730723 | 2012 SN86                | 19 settembre 2012 | Mount Lemmon Survey        |
| 730724 | 2012 SO86                | 19 settembre 2012 | Mount Lemmon Survey        |
| 730725 | 2012 SU87                | 21 settembre 2012 | Mount Lemmon Survey        |
| 730726 | 2012 SY96                | 18 settembre 2012 | Mount Lemmon Survey        |
| 730727 | 2012 SU103               | 17 settembre 2012 | Mount Lemmon Survey        |
| 730728 | 2012 TE3                 | 21 gennaio 2010   | WISE                       |
| 730729 | 2012 TZ3                 | 2 marzo 2006      | Spacewatch                 |
| 730730 | 2012 TN5                 | 5 settembre 2000  | SDSS Collaboration         |
| 730731 | 2012 TH10                | 27 agosto 2001    | NEAT                       |
| 730732 | 2012 TL15                | 31 ottobre 2005   | Osservatorio di Mauna Kea  |
| 730733 | 2012 TK20                | 20 settembre 2011 | Pan-STARRS                 |
| 730734 | 2012 TF24                | 10 ottobre 2008   | Mount Lemmon Survey        |
| 730735 | 2012 TL24                | 8 ottobre 2012    | Mount Lemmon Survey        |
| 730736 | 2012 TT29                | 26 settembre 2003 | SDSS Collaboration         |
| 730737 | 2012 TO30                | 12 settembre 2002 | NEAT                       |
| 730738 | 2012 TU33                | 12 novembre 2001  | SDSS Collaboration         |
| 730739 | 2012 TL37                | 14 settembre 2002 | NEAT                       |
| 730740 | 2012 TP43                | 16 settembre 2012 | Spacewatch                 |
| 730741 | 2012 TS45                | 29 settembre 2008 | Mount Lemmon Survey        |
| 730742 | 2012 TA50                | 8 ottobre 2012    | Pan-STARRS                 |
| 730743 | 2012 TK56                | 23 agosto 2003    | NEAT                       |
| 730744 | 2012 TU56                | 7 settembre 2008  | Mount Lemmon Survey        |
| 730745 | 2012 TP59                | 8 ottobre 2012    | Mount Lemmon Survey        |
| 730746 | 2012 TM60                | 4 aprile 2010     | WISE                       |
| 730747 | 2012 TZ61                | 8 ottobre 2012    | Pan-STARRS                 |
| 730748 | 2012 TY63                | 9 febbraio 2005   | Spacewatch                 |
| 730749 | 2012 TX64                | 16 maggio 2005    | NEAT                       |
| 730750 | 2012 TL73                | 12 ottobre 2007   | Mount Lemmon Survey        |
| 730751 | 2012 TE75                | 13 marzo 2010     | Mount Lemmon Survey        |
| 730752 | 2012 TJ80                | 12 ottobre 2007   | Mount Lemmon Survey        |
| 730753 | 2012 TK80                | 26 settembre 2008 | Spacewatch                 |
| 730754 | 2012 TM81                | 5 ottobre 2012    | Pan-STARRS                 |
| 730755 | 2012 TQ81                | 5 ottobre 2012    | Pan-STARRS                 |
| 730756 | 2012 TQ83                | 6 ottobre 2012    | Mount Lemmon Survey        |
| 730757 | 2012 TS85                | 18 agosto 2002    | NEAT                       |
| 730758 | 2012 TW88                | 6 ottobre 2012    | Mount Lemmon Survey        |
| 730759 | 2012 TS96                | 4 gennaio 2003    | I. dell'Antonio, D. Loomba |
| 730760 | 2012 TD100               | 19 settembre 2003 | NEAT                       |
| 730761 | 2012 TH100               | 22 agosto 2006    | NEAT                       |
| 730762 | 2012 TJ103               | 9 ottobre 2012    | Mount Lemmon Survey        |
| 730763 | 2012 TS105               | 9 ottobre 2012    | Mount Lemmon Survey        |
| 730764 | 2012 TD107               | 23 gennaio 2006   | Spacewatch                 |
| 730765 | 2012 TJ114               | 19 settembre 2003 | NEAT                       |
| 730766 | 2012 TB118               | 10 ottobre 2012   | Mount Lemmon Survey        |
| 730767 | 2012 TJ118               | 13 settembre 2002 | NEAT                       |
| 730768 | 2012 TG120               | 10 ottobre 2012   | Mount Lemmon Survey        |
| 730769 | 2012 TZ122               | 8 ottobre 2012    | Pan-STARRS                 |
| 730770 | 2012 TX123               | 7 gennaio 2006    | Mount Lemmon Survey        |
| 730771 | 2012 TZ123               | 9 ottobre 2012    | Mount Lemmon Survey        |
| 730772 | 2012 TB125               | 8 ottobre 2012    | Spacewatch                 |
| 730773 | 2012 TO126               | 16 ottobre 2003   | Spacewatch                 |
| 730774 | 2012 TQ126               | 5 settembre 2000  | SDSS Collaboration         |
| 730775 | 2012 TQ131               | 12 novembre 2007  | Mount Lemmon Survey        |
| 730776 | 2012 TW132               | 2 ottobre 2006    | Mount Lemmon Survey        |
| 730777 | 2012 TZ132               | 21 marzo 1999     | SDSS Collaboration         |
| 730778 | 2012 TC140               | 11 ottobre 2012   | Pan-STARRS                 |
| 730779 | 2012 TQ140               | 23 settembre 2012 | Mount Lemmon Survey        |
| 730780 | 2012 TS142               | 23 ottobre 2008   | Mount Lemmon Survey        |
| 730781 | 2012 TC146               | 24 settembre 2012 | Spacewatch                 |
| 730782 | 2012 TP146               | 24 ottobre 2003   | SDSS Collaboration         |
| 730783 | 2012 TX147               | 4 maggio 2008     | Spacewatch                 |
| 730784 | 2012 TU150               | 11 ottobre 1999   | Spacewatch                 |
| 730785 | 2012 TT156               | 27 settembre 2003 | Spacewatch                 |
| 730786 | 2012 TX157               | 8 ottobre 2007    | Mount Lemmon Survey        |
| 730787 | 2012 TK162               | 23 settembre 2012 | Spacewatch                 |
| 730788 | 2012 TQ162               | 8 ottobre 2012    | Pan-STARRS                 |
| 730789 | 2012 TR162               | 8 ottobre 2012    | Pan-STARRS                 |
| 730790 | 2012 TG166               | 27 settembre 2008 | Mount Lemmon Survey        |
| 730791 | 2012 TR168               | 8 ottobre 2012    | Pan-STARRS                 |
| 730792 | 2012 TS172               | 9 ottobre 2012    | Mount Lemmon Survey        |
| 730793 | 2012 TV177               | 29 luglio 2008    | Mount Lemmon Survey        |
| 730794 | 2012 TL182               | 9 marzo 2007      | Mount Lemmon Survey        |
| 730795 | 2012 TF196               | 6 ottobre 2012    | Spacewatch                 |
| 730796 | 2012 TV202               | 11 ottobre 2012   | Mount Lemmon Survey        |
| 730797 | 2012 TL208               | 18 settembre 2003 | NEAT                       |
| 730798 | 2012 TB211               | 6 gennaio 2010    | Spacewatch                 |
| 730799 | 2012 TF211               | 2 ottobre 2008    | Mount Lemmon Survey        |
| 730800 | 2012 TM211               | 30 marzo 2008     | Spacewatch                 |

## 730801–730900
| Nome                 | Designazione provvisoria | Data di scoperta  | Scopritore               |
| -------------------- | ------------------------ | ----------------- | ------------------------ |
| 730801               | 2012 TN219               | 15 febbraio 2000  | Spacewatch               |
| 730802               | 2012 TZ219               | 16 aprile 2007    | Mount Lemmon Survey      |
| 730803               | 2012 TC227               | 3 ottobre 2008    | Mount Lemmon Survey      |
| 730804               | 2012 TK237               | 19 settembre 1998 | SDSS Collaboration       |
| 730805               | 2012 TL243               | 20 aprile 2010    | WISE                     |
| 730806               | 2012 TF244               | 9 maggio 2010     | Mount Lemmon Survey      |
| 730807               | 2012 TS245               | 18 aprile 2007    | Mount Lemmon Survey      |
| 730808               | 2012 TV247               | 20 ottobre 2003   | NEAT                     |
| 730809               | 2012 TV249               | 14 luglio 2010    | WISE                     |
| 730810               | 2012 TO251               | 11 ottobre 2012   | Pan-STARRS               |
| 730811               | 2012 TP251               | 11 ottobre 2012   | Pan-STARRS               |
| 730812               | 2012 TM253               | 11 ottobre 2012   | Pan-STARRS               |
| 730813               | 2012 TB261               | 29 ottobre 2008   | Mount Lemmon Survey      |
| 730814               | 2012 TC265               | 8 ottobre 2008    | Spacewatch               |
| 730815               | 2012 TT265               | 8 ottobre 2012    | Pan-STARRS               |
| 730816               | 2012 TU269               | 3 aprile 2008     | Spacewatch               |
| 730817               | 2012 TA270               | 11 ottobre 2012   | Mount Lemmon Survey      |
| 730818               | 2012 TS271               | 5 novembre 2007   | Spacewatch               |
| 730819               | 2012 TC274               | 15 ottobre 2012   | Mount Lemmon Survey      |
| 730820               | 2012 TD277               | 11 ottobre 2012   | Pan-STARRS               |
| 730821               | 2012 TX279               | 25 marzo 2010     | Spacewatch               |
| 730822               | 2012 TA280               | 11 ottobre 2012   | Pan-STARRS               |
| 730823               | 2012 TG281               | 4 febbraio 2006   | Spacewatch               |
| 730824               | 2012 TH282               | 11 ottobre 2012   | K. Sárneczky             |
| 730825               | 2012 TN282               | 11 ottobre 2012   | C. Rinner                |
| 730826               | 2012 TT283               | 17 agosto 2001    | NEAT                     |
| 730827               | 2012 TT285               | 4 aprile 2005     | Spacewatch               |
| 730828               | 2012 TB286               | 16 settembre 2012 | Mount Lemmon Survey      |
| 730829               | 2012 TW288               | 17 settembre 2003 | NEAT                     |
| 730830               | 2012 TP289               | 10 ottobre 2012   | CSS                      |
| 730831               | 2012 TQ293               | 7 gennaio 2010    | Spacewatch               |
| 730832               | 2012 TR293               | 6 giugno 2005     | Spacewatch               |
| 730833               | 2012 TS297               | 16 agosto 2006    | NEAT                     |
| 730834               | 2012 TO299               | 31 ottobre 2005   | Spacewatch               |
| 730835               | 2012 TT299               | 23 settembre 2012 | Mount Lemmon Survey      |
| 730836               | 2012 TN300               | 14 ottobre 2012   | Alianza S4 Obs.          |
| 730837               | 2012 TA305               | 9 agosto 2002     | M. W. Buie, S. D. Kern   |
| 730838               | 2012 TK313               | 1 novembre 2007   | Spacewatch               |
| 730839               | 2012 TB316               | 11 ottobre 2012   | CSS                      |
| 730840               | 2012 TZ318               | 17 settembre 2006 | CSS                      |
| 730841               | 2012 TJ322               | 29 gennaio 2003   | NEAT                     |
| 730842               | 2012 TK324               | 25 settembre 2012 | Mount Lemmon Survey      |
| 730843               | 2012 TR324               | 27 febbraio 2001  | Spacewatch               |
| 730844               | 2012 TR325               | 13 maggio 2011    | Mount Lemmon Survey      |
| 730845               | 2012 TC326               | 25 gennaio 2009   | Spacewatch               |
| 730846               | 2012 TP327               | 14 gennaio 2008   | Zelenchukskaya Stn.      |
| 730847               | 2012 TN330               | 7 ottobre 2012    | Spacewatch               |
| 730848               | 2012 TW333               | 18 aprile 2015    | CTIO-DECam               |
| 730849               | 2012 TO335               | 16 gennaio 2015   | Pan-STARRS               |
| 730850               | 2012 TC336               | 14 febbraio 2010  | WISE                     |
| 730851               | 2012 TK344               | 23 gennaio 2010   | WISE                     |
| 730852               | 2012 TQ351               | 11 ottobre 2012   | Mount Lemmon Survey      |
| 730853               | 2012 TJ355               | 10 ottobre 2012   | Mount Lemmon Survey      |
| 730854               | 2012 TW356               | 10 ottobre 2012   | Mount Lemmon Survey      |
| 730855               | 2012 TY356               | 8 ottobre 2012    | Spacewatch               |
| 730856               | 2012 TS360               | 10 marzo 2007     | Mount Lemmon Survey      |
| 730857               | 2012 TZ360               | 6 ottobre 2012    | Pan-STARRS               |
| 730858               | 2012 TJ363               | 13 ottobre 2012   | ESA OGS                  |
| 730859               | 2012 TP364               | 11 ottobre 2012   | Pan-STARRS               |
| 730860               | 2012 TH365               | 11 ottobre 2012   | Mount Lemmon Survey      |
| 730861               | 2012 TE369               | 15 ottobre 2012   | Pan-STARRS               |
| 730862               | 2012 TQ374               | 11 ottobre 2012   | Pan-STARRS               |
| 730863               | 2012 TV386               | 14 marzo 2010     | Spacewatch               |
| 730864               | 2012 TE391               | 4 marzo 2006      | Spacewatch               |
| 730865               | 2012 TZ398               | 10 ottobre 2012   | Mount Lemmon Survey      |
| 730866               | 2012 US1                 | 8 ottobre 2012    | Mount Lemmon Survey      |
| 730867               | 2012 UW3                 | 21 febbraio 2007  | Spacewatch               |
| 730868               | 2012 UF9                 | 29 novembre 2003  | Spacewatch               |
| 730869               | 2012 UH11                | 16 ottobre 2012   | Mount Lemmon Survey      |
| 730870               | 2012 UO18                | 29 agosto 2011    | Pan-STARRS               |
| 730871               | 2012 UW18                | 14 novembre 2002  | Spacewatch               |
| 730872               | 2012 UR19                | 8 ottobre 2012    | Mount Lemmon Survey      |
| 730873               | 2012 UO20                | 11 settembre 2002 | NEAT                     |
| 730874               | 2012 UC25                | 4 maggio 2010     | WISE                     |
| 730875               | 2012 UG25                | 3 novembre 2008   | Mount Lemmon Survey      |
| 730876               | 2012 UU25                | 17 febbraio 2010  | Spacewatch               |
| 730877               | 2012 UE26                | 21 settembre 2012 | Mount Lemmon Survey      |
| 730878               | 2012 UF37                | 16 ottobre 2012   | Mount Lemmon Survey      |
| 730879               | 2012 UZ39                | 8 ottobre 2012    | Mount Lemmon Survey      |
| 730880               | 2012 UV42                | 30 marzo 2003     | M. W. Buie, A. B. Jordan |
| 730881               | 2012 UA45                | 8 ottobre 2002    | Spacewatch               |
| 730882               | 2012 UD49                | 3 settembre 2008  | Spacewatch               |
| 730883               | 2012 UZ49                | 8 ottobre 2012    | Spacewatch               |
| 730884               | 2012 US50                | 3 marzo 2000      | SDSS Collaboration       |
| 730885               | 2012 UO53                | 20 settembre 2001 | SDSS Collaboration       |
| 730886               | 2012 UJ54                | 15 dicembre 2009  | Mount Lemmon Survey      |
| 730887               | 2012 UC75                | 15 settembre 2007 | Mount Lemmon Survey      |
| 730888               | 2012 UD77                | 7 agosto 2004     | NEAT                     |
| 730889               | 2012 UJ77                | 19 ottobre 2012   | Mount Lemmon Survey      |
| 730890               | 2012 UM80                | 18 settembre 2006 | Spacewatch               |
| 730891 Patrickdowler | 2012 UC88                | 1 maggio 2006     | David D. Balam           |
| 730892               | 2012 UJ98                | 10 ottobre 2012   | Mount Lemmon Survey      |
| 730893               | 2012 UQ102               | 15 ottobre 2001   | SDSS Collaboration       |
| 730894               | 2012 UH107               | 11 ottobre 2012   | Spacewatch               |
| 730895               | 2012 UZ108               | 19 ottobre 2012   | Pan-STARRS               |
| 730896               | 2012 UN109               | 17 settembre 2003 | Spacewatch               |
| 730897               | 2012 UY110               | 15 ottobre 2012   | Spacewatch               |
| 730898               | 2012 UG111               | 15 ottobre 2012   | Spacewatch               |
| 730899               | 2012 UC121               | 22 ottobre 2012   | Pan-STARRS               |
| 730900               | 2012 UZ125               | 11 gennaio 1997   | Spacewatch               |

## 730901–731000
| Nome   | Designazione provvisoria | Data di scoperta  | Scopritore                   |
| ------ | ------------------------ | ----------------- | ---------------------------- |
| 730901 | 2012 UN127               | 22 ottobre 2012   | Pan-STARRS                   |
| 730902 | 2012 UP131               | 16 settembre 2003 | NEAT                         |
| 730903 | 2012 UL133               | 7 febbraio 2003   | NEAT                         |
| 730904 | 2012 UB136               | 18 gennaio 2005   | CSS                          |
| 730905 | 2012 UC137               | 15 ottobre 2012   | T. Vorobjov, A. Kostin       |
| 730906 | 2012 UF144               | 17 settembre 2006 | Spacewatch                   |
| 730907 | 2012 UH153               | 21 ottobre 2012   | Pan-STARRS                   |
| 730908 | 2012 UQ156               | 11 ottobre 2012   | Pan-STARRS                   |
| 730909 | 2012 UY158               | 26 settembre 2012 | M. Schwartz, P. R. Holvorcem |
| 730910 | 2012 UQ164               | 23 ottobre 2012   | Pan-STARRS                   |
| 730911 | 2012 UY164               | 28 febbraio 2003  | AMOS                         |
| 730912 | 2012 UB167               | 22 agosto 2003    | A. Boattini, A. Di Paola     |
| 730913 | 2012 UC167               | 21 luglio 2006    | LUSS                         |
| 730914 | 2012 UK167               | 19 agosto 2006    | Spacewatch                   |
| 730915 | 2012 UG180               | 22 ottobre 2012   | Pan-STARRS                   |
| 730916 | 2012 US180               | 18 settembre 2003 | Spacewatch                   |
| 730917 | 2012 UD184               | 27 ottobre 2012   | Mount Lemmon Survey          |
| 730918 | 2012 UV199               | 3 maggio 2008     | Mount Lemmon Survey          |
| 730919 | 2012 UT202               | 18 ottobre 2012   | Pan-STARRS                   |
| 730920 | 2012 UV210               | 18 ottobre 2012   | Pan-STARRS                   |
| 730921 | 2012 UO225               | 19 ottobre 2012   | Mount Lemmon Survey          |
| 730922 | 2012 UP225               | 21 ottobre 2012   | Mount Lemmon Survey          |
| 730923 | 2012 UV235               | 23 ottobre 2012   | Mount Lemmon Survey          |
| 730924 | 2012 UL237               | 6 ottobre 2008    | Spacewatch                   |
| 730925 | 2012 UP257               | 16 ottobre 2012   | Osservatorio di La Silla     |
| 730926 | 2012 VN1                 | 27 gennaio 2010   | WISE                         |
| 730927 | 2012 VH2                 | 10 marzo 2007     | Spacewatch                   |
| 730928 | 2012 VJ2                 | 6 ottobre 2012    | Pan-STARRS                   |
| 730929 | 2012 VJ9                 | 22 ottobre 2012   | SSS                          |
| 730930 | 2012 VQ13                | 25 agosto 2004    | Spacewatch                   |
| 730931 | 2012 VS13                | 23 marzo 2003     | SDSS Collaboration           |
| 730932 | 2012 VC14                | 18 ottobre 2012   | Pan-STARRS                   |
| 730933 | 2012 VE14                | 18 ottobre 2012   | Pan-STARRS                   |
| 730934 | 2012 VX14                | 4 novembre 2012   | Pan-STARRS                   |
| 730935 | 2012 VA15                | 4 novembre 2012   | Pan-STARRS                   |
| 730936 | 2012 VZ16                | 25 agosto 2003    | NEAT                         |
| 730937 | 2012 VP19                | 16 dicembre 2004  | Spacewatch                   |
| 730938 | 2012 VW22                | 26 settembre 2006 | Mount Lemmon Survey          |
| 730939 | 2012 VW29                | 12 luglio 2010    | WISE                         |
| 730940 | 2012 VL42                | 6 novembre 2012   | Spacewatch                   |
| 730941 | 2012 VU44                | 7 novembre 2012   | Mount Lemmon Survey          |
| 730942 | 2012 VR46                | 6 novembre 2012   | Mount Lemmon Survey          |
| 730943 | 2012 VA50                | 24 marzo 2003     | Spacewatch                   |
| 730944 | 2012 VY56                | 20 ottobre 2012   | Pan-STARRS                   |
| 730945 | 2012 VZ57                | 3 ottobre 2003    | Spacewatch                   |
| 730946 | 2012 VR58                | 17 novembre 2008  | Spacewatch                   |
| 730947 | 2012 VB65                | 5 ottobre 2002    | SDSS Collaboration           |
| 730948 | 2012 VN67                | 23 ottobre 2012   | W. Bickel                    |
| 730949 | 2012 VU67                | 7 novembre 2012   | Mount Lemmon Survey          |
| 730950 | 2012 VZ68                | 27 ottobre 2008   | Mount Lemmon Survey          |
| 730951 | 2012 VU80                | 21 gennaio 1996   | Spacewatch                   |
| 730952 | 2012 VD83                | 13 novembre 2012  | ESA OGS                      |
| 730953 | 2012 VV86                | 13 settembre 2002 | LINEAR                       |
| 730954 | 2012 VM87                | 6 novembre 2012   | Spacewatch                   |
| 730955 | 2012 VW89                | 19 aprile 2004    | Spacewatch                   |
| 730956 | 2012 VX92                | 25 settembre 2003 | NEAT                         |
| 730957 | 2012 VV98                | 18 settembre 2012 | Mount Lemmon Survey          |
| 730958 | 2012 VB99                | 25 ottobre 2001   | SDSS Collaboration           |
| 730959 | 2012 VV103               | 19 dicembre 2004  | Mount Lemmon Survey          |
| 730960 | 2012 VU108               | 14 giugno 2005    | Spacewatch                   |
| 730961 | 2012 VZ109               | 4 novembre 2012   | Mount Lemmon Survey          |
| 730962 | 2012 VQ116               | 29 dicembre 2000  | Spacewatch                   |
| 730963 | 2012 VA122               | 13 dicembre 2017  | Mount Lemmon Survey          |
| 730964 | 2012 VR127               | 14 novembre 2012  | Mount Lemmon Survey          |
| 730965 | 2012 VZ128               | 7 novembre 2012   | Mount Lemmon Survey          |
| 730966 | 2012 VC129               | 12 novembre 2012  | Mount Lemmon Survey          |
| 730967 | 2012 VG129               | 3 maggio 2002     | Spacewatch                   |
| 730968 | 2012 VW129               | 6 novembre 2012   | Mount Lemmon Survey          |
| 730969 | 2012 WA3                 | 6 agosto 2005     | NEAT                         |
| 730970 | 2012 WZ4                 | 22 ottobre 2012   | Pan-STARRS                   |
| 730971 | 2012 WN13                | 19 novembre 2012  | Spacewatch                   |
| 730972 | 2012 WQ13                | 20 ottobre 2003   | Spacewatch                   |
| 730973 | 2012 WD17                | 17 ottobre 2012   | SSS                          |
| 730974 | 2012 WA22                | 10 ottobre 2004   | Spacewatch                   |
| 730975 | 2012 WE23                | 23 ottobre 2012   | Mount Lemmon Survey          |
| 730976 | 2012 WU29                | 14 ottobre 2001   | SDSS Collaboration           |
| 730977 | 2012 WU30                | 18 aprile 2010    | WISE                         |
| 730978 | 2012 WX30                | 7 novembre 2012   | Pan-STARRS                   |
| 730979 | 2012 WB31                | 27 giugno 2011    | Mount Lemmon Survey          |
| 730980 | 2012 WB34                | 2 ottobre 1995    | Spacewatch                   |
| 730981 | 2012 WZ39                | 24 dicembre 2013  | Mount Lemmon Survey          |
| 730982 | 2012 WE41                | 24 novembre 2012  | Spacewatch                   |
| 730983 | 2012 XB1                 | 18 dicembre 2007  | Spacewatch                   |
| 730984 | 2012 XQ7                 | 20 dicembre 2004  | Mount Lemmon Survey          |
| 730985 | 2012 XK8                 | 14 novembre 2012  | Spacewatch                   |
| 730986 | 2012 XM8                 | 10 ottobre 2002   | SDSS Collaboration           |
| 730987 | 2012 XD11                | 27 febbraio 2006  | Spacewatch                   |
| 730988 | 2012 XP14                | 5 dicembre 2012   | Mount Lemmon Survey          |
| 730989 | 2012 XQ14                | 22 dicembre 2008  | Mount Lemmon Survey          |
| 730990 | 2012 XK23                | 25 maggio 2006    | Osservatorio di Mauna Kea    |
| 730991 | 2012 XB24                | 29 dicembre 2008  | Spacewatch                   |
| 730992 | 2012 XN26                | 9 ottobre 2007    | Mount Lemmon Survey          |
| 730993 | 2012 XO26                | 12 novembre 2012  | Mount Lemmon Survey          |
| 730994 | 2012 XH28                | 3 dicembre 2012   | Mount Lemmon Survey          |
| 730995 | 2012 XD29                | 15 novembre 1995  | Spacewatch                   |
| 730996 | 2012 XO29                | 4 novembre 2012   | Spacewatch                   |
| 730997 | 2012 XK31                | 11 settembre 2001 | Spacewatch                   |
| 730998 | 2012 XJ36                | 17 dicembre 2007  | Mount Lemmon Survey          |
| 730999 | 2012 XX39                | 8 febbraio 2010   | WISE                         |
| 731000 | 2012 XF48                | 14 febbraio 2004  | J. W. Young                  |